# L0系
L0系（エルゼロけい）は、東海旅客鉄道（JR東海）が建設中の中央新幹線（品川 - 名古屋間）の営業用仕様車両として開発された磁気浮上式鉄道「超電導リニア」の車両である。

## 概要
形式名の「L」はLinear（リニア）を、「0」は東海道新幹線の初代車両である0系新幹線のような第1世代の車両を意味する。
超電導リニアは走行用の電力を軌道側で消費する地上一次方式のため、電車（リニア地下鉄を含む）のように車両に走行用の電力を供給する必要がない。そのため初期型の900番台ではサービス用の補助電源としてガスタービン発電機を搭載していたが、改良型の950番台では誘導集電方式となった。

## 番台別概説

### 900番台
2011年（平成23年）9月まで走行試験に使用された実験車両MLX01をベースとし、先頭車両の形状はMLX01-901Aをより滑らかにしたものとなっている。先頭車は車体の長さが28m、ノーズ部分の長さは15mで、MLX01-901を改造したMLX01-901Aと同じ。中間車は長さ・定員ともMLX01の長尺中間車と同じ。客室空間を確保するため車体断面は角型となっている。
塗装は東海道新幹線のイメージを踏襲した白地に青線を採用する。MLX01のものとは若干異なり、先頭車前面の青線は屋根上まで伸び、車体側面の窓上には2本の青線が引かれる。車体側面にはロゴが付けられた。

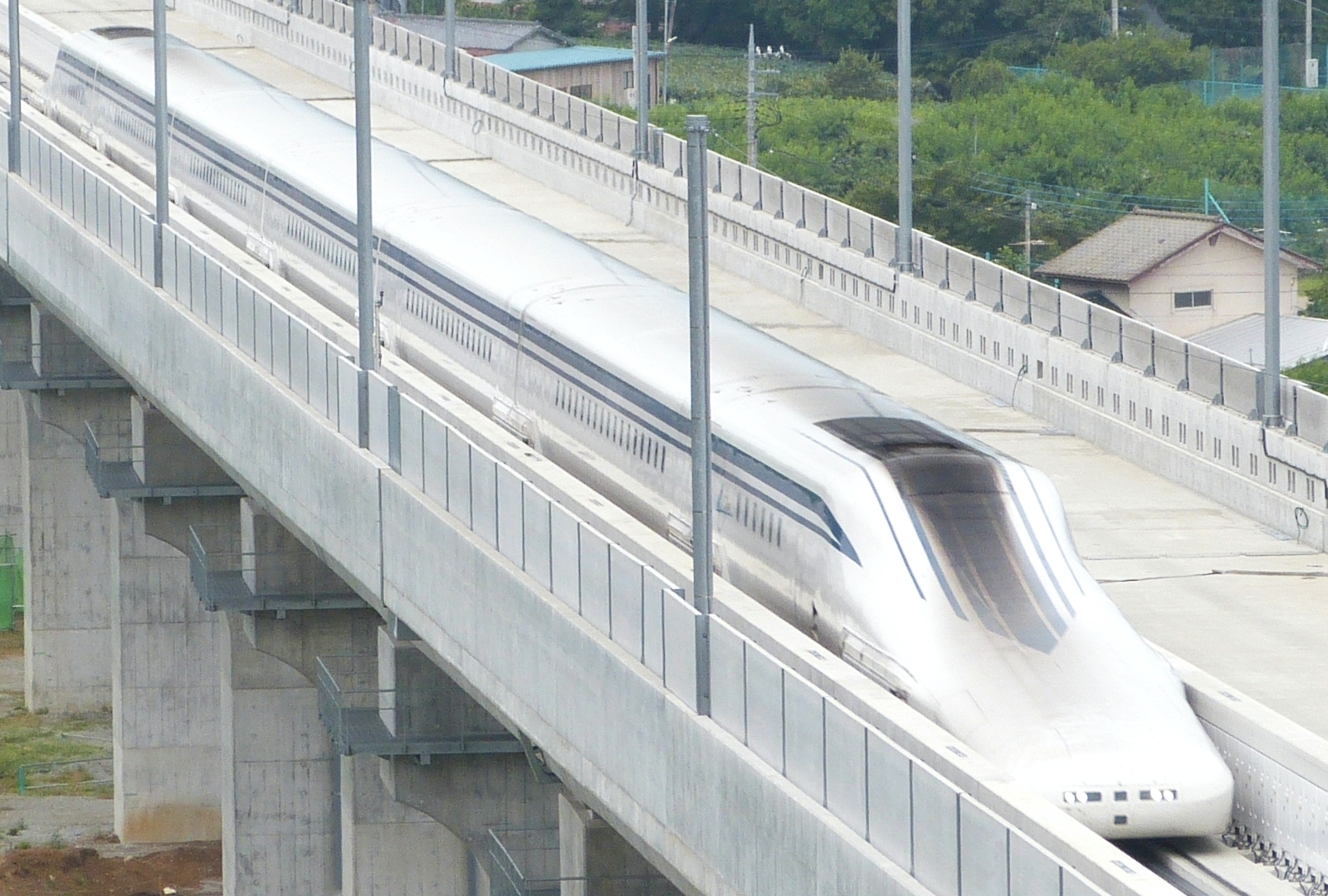
12両編成から再び7両編成に戻されて試験を行うL0系。先頭部の黒い汚れはガスタービンの排煙のため。（2014年8月）

山梨リニア実験線での試験走行のため、先頭車4両、中間車10両の計14両が製作された。製造は日本車輌製造と三菱重工業が担当した。14両のうち先頭車2両と中間車3両の5両が2012年（平成24年）11月22日に車両基地へ搬入され（ただし車体のみで、台車部分は空洞）、2013年（平成25年）6月3日に台車を取り付けた5両編成の姿が公開された。
既に山梨実験線の延伸後全区間 (42.8 km) を用いた試験走行を開始しており、山梨実験線では最長12両編成での試験走行が行われる。当初は5両編成だったが2013年9月から7両編成となり、2014年（平成26年）6月25日には12両編成での試験走行を開始した。その後再び7両編成に戻してから、2014年11月から12月までと2015年（平成27年）3月に一般向けの体験乗車が開催される。
2015年4月14日、1日で4,064 kmの試験走行を行い、2003年（平成15年）に記録した2,876 kmの24時間走行記録を更新した。同年4月16日、7両編成の試験走行で590 km/hの最高速度を達成し、2003年12月2日にMLX01が記録した581 km/hの世界鉄道最高速度記録を更新した。さらに2015年4月21日には603 km/hで走行し、鉄道における世界最高速度記録を更新した。

### 950番台（改良型）

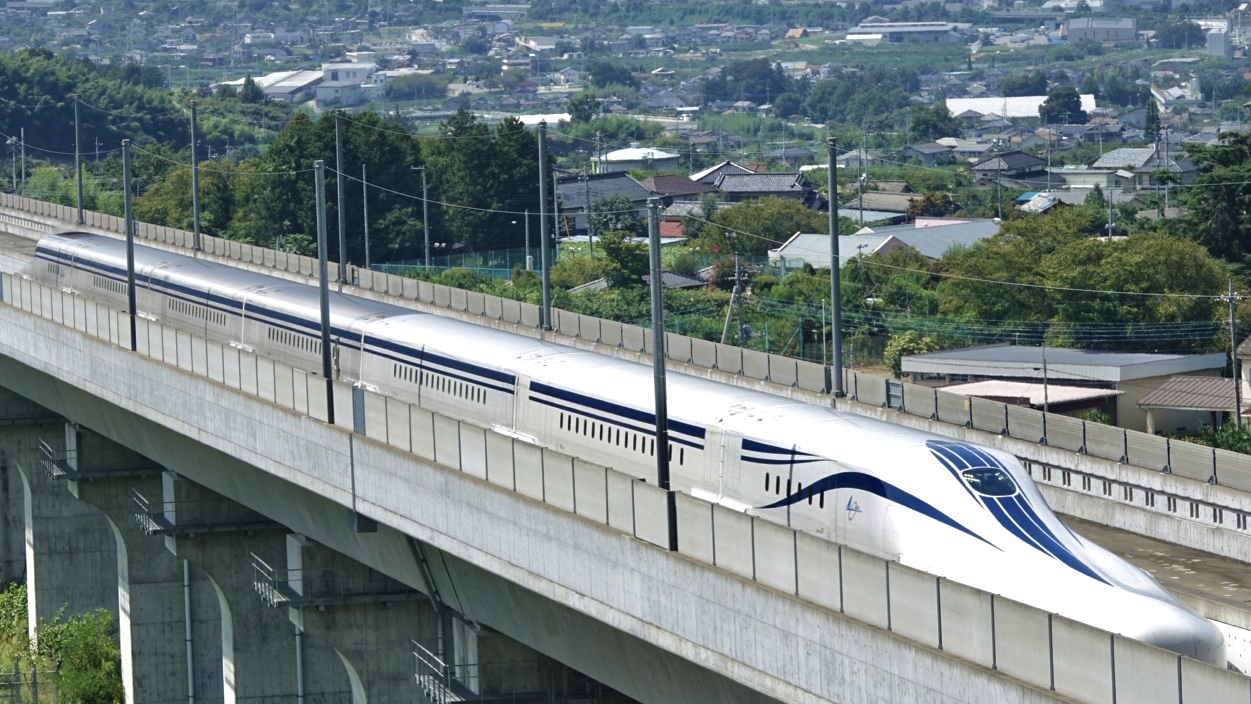
改良されたL0系950番台。
（2020年8月29日 笛吹市より）

2020年（令和2年）3月に完成したL0系の改良型。
主な改良点としては、誘導集電の全面採用によるガスタービン発電機の廃止、先頭形状の最適化による空気抵抗の低減、視認性向上を目的とした前照灯および前方視認用カメラの位置の変更、カラーリングの変更である。座席のデザインは先頭車・中間車ともほぼ共通で、幅477mm、奥行445mm、背ずり高さ(床基準)1,230mmと、いずれも拡大された。また、荷物置場については、座席上の荷棚のほか、全座席の足もとに小型荷物用の、客室妻部に大型荷物用の収納スペースを確保し、さらに、客室妻部に大型荷物用の荷棚を設置した。なお、中間車の定員は最大60名となった。
先頭車および中間車が1両ずつ製作され、先頭車は日立製作所が、中間車は日本車輌製造が製作した。完成した車両は従来の編成に組み込み、既存のL0系5両と組み合わせて6・7号車となり、B編成の一部となった。
2020年3月25日に、日立製の先頭車L22-951の報道公開が行われた。同年8月17日に試験走行が始まり、同年8月19日に山梨実験線の設計最高速度である550km/hでの走行試験を実施し、安全上の問題がないことが確認された。

### M10（再改良型）
2025年7月25日に投入された再改良型。中間車1両のみ製造し、既存編成に組み込んだ試験が行われている。
車体は無塗装とし、高速に流れる光をイメージしたゴールドのラインを配して未来感を演出。車体表面には航空機でも採用されている、サメ肌を模した「リブレットフィルム」を貼り、乱流摩擦抵抗を低減。台車周りの形状を最適化して、空気抵抗を1%カットする。製造コスト削減の為、従来は冷凍機で液化したヘリウムで冷却していた高温超電導磁石の冷却を、冷凍機で磁石を直接冷却する方式に変更し、液化ヘリウムが不要となる。また、高温超電導磁石専用の車両設計となっている。

## 量産
試験車両の開発を手掛けていた三菱重工業が発注元のJR東海と製造コストの面で折り合いがつかず、商業車両の量産には入らないと報道された。
2018年8月20日付の日経ビジネスにおける葛西敬之のインタビューでは、三菱重工業側が1両12億円で製造を引き受けるとした件で自ら撤退したと言及している。
2018年度、リニアモーターカー車両の製造は日本車輌製造と日立製作所に変更された。